# NGC 7531
NGC 7531 (другие обозначения — PGC 70800, ESO 291-10, MCG -7-47-25, IRAS23120-4352) — галактика в созвездии Журавль.
Этот объект входит в число перечисленных в оригинальной редакции «Нового общего каталога».
В галактике вспыхнула сверхновая SN 2012dj типа Ib/c, её пиковая видимая звездная величина составила 15,3.